# Meczet Jame’ Asr Hassanil Bolkiah
Meczet Jame’ Asr Hassanil Bolkiah (malajski Masjid Jame' Asr Hassanil Bolkiah) – oddany do użytku w 1994 roku meczet znajdujący się w Bandar Seri Begawan, stolicy Brunei. Największy meczet w Brunei. Został zbudowany na jubileusz panowania sułtana Hassanal Bolkiaha i nazwany ku jego czci. 

## Galeria

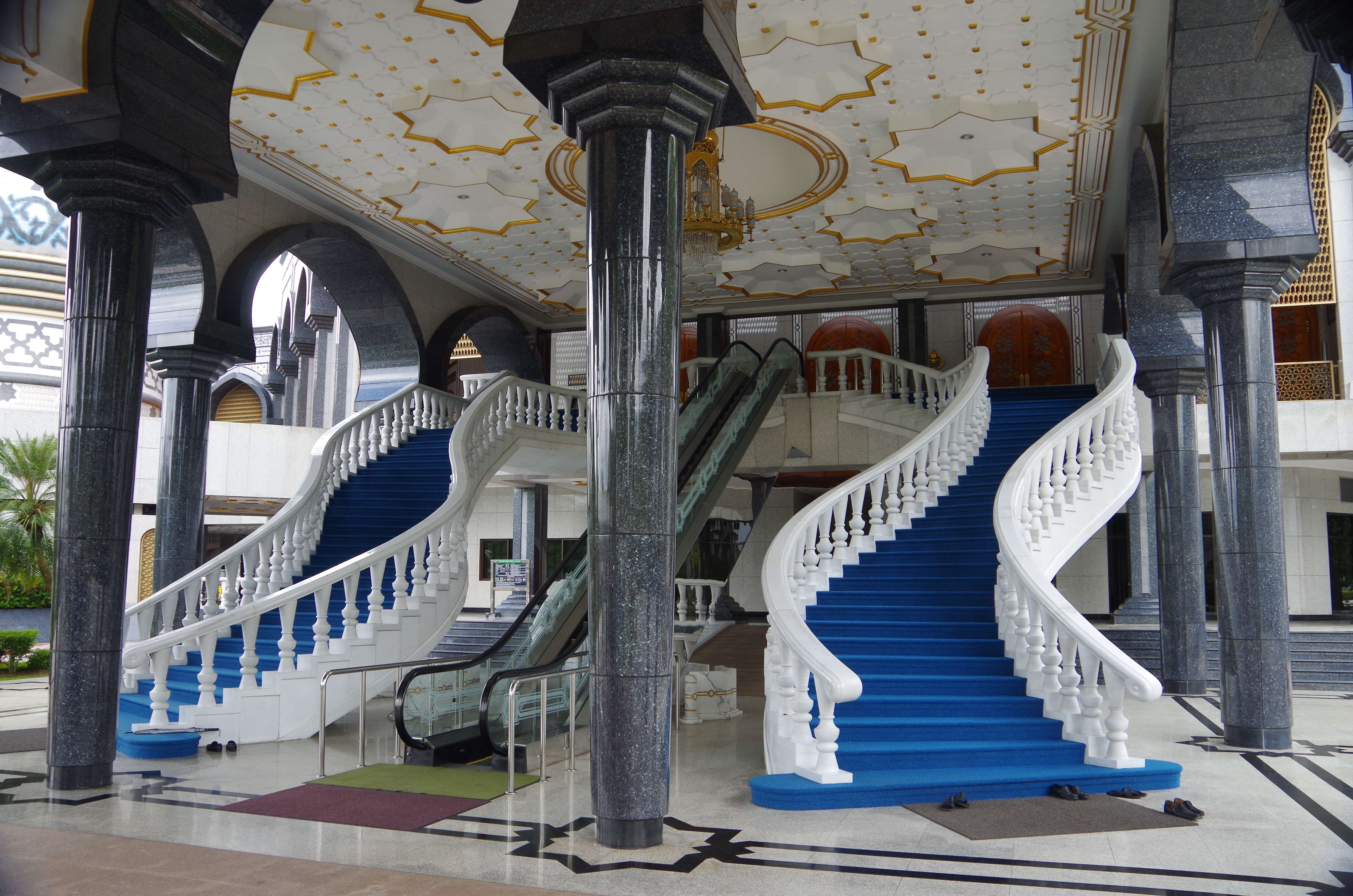
Wejście do meczetu ze schodami ruchomymi
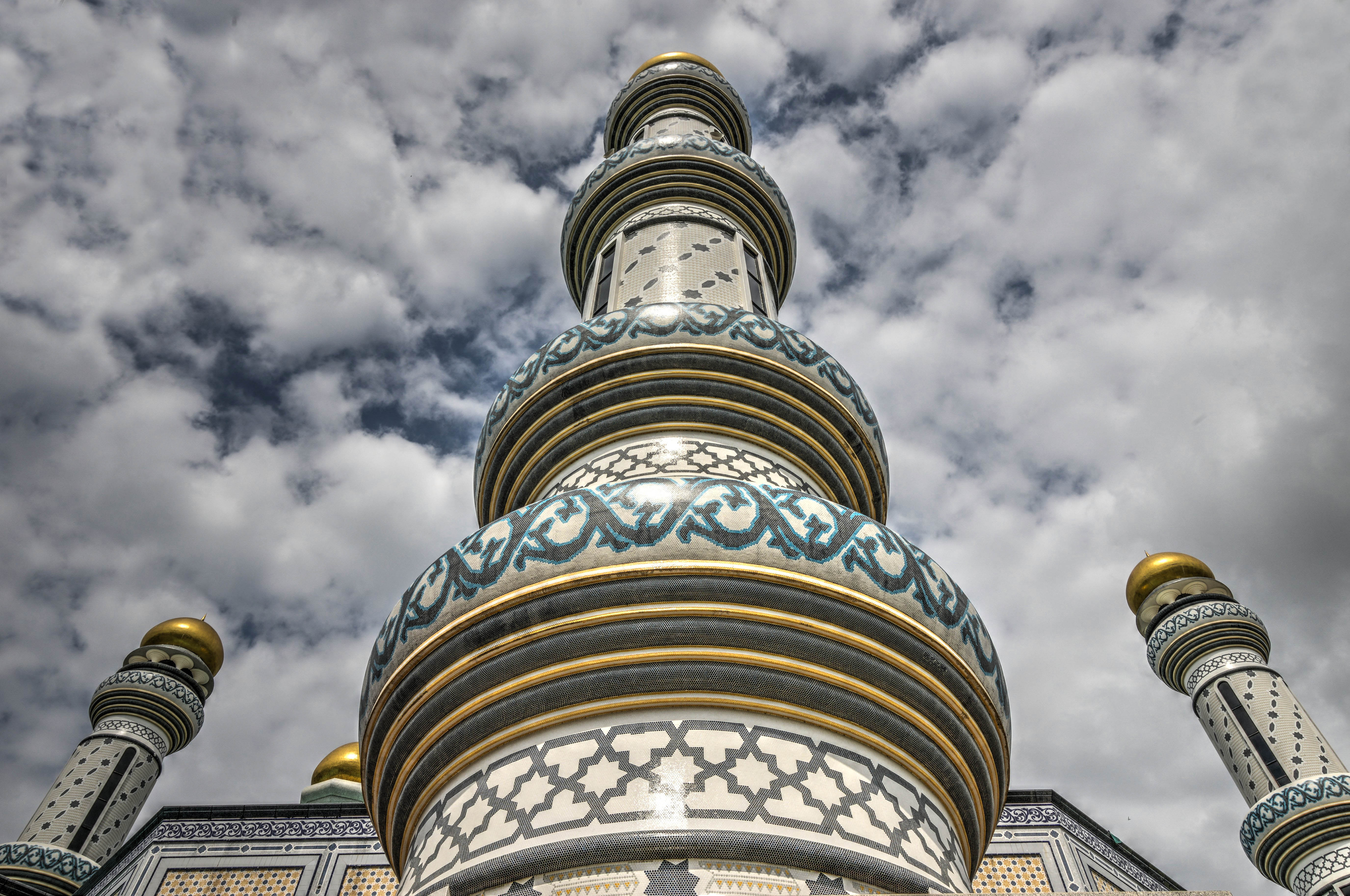
Jeden z minaretów
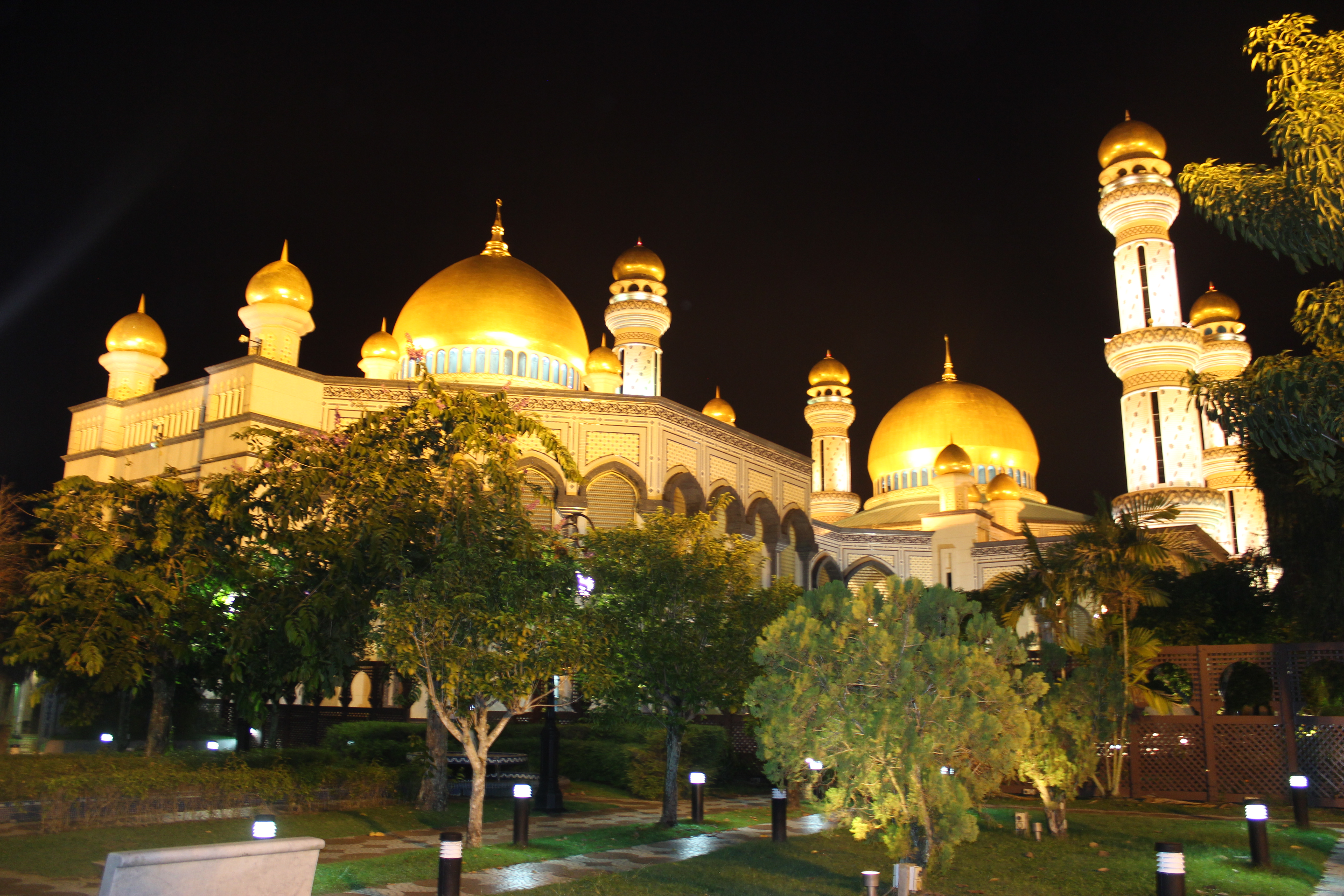
Nocna iluminacja meczetu